# Laurent Terroitin
Laurent Terroitin, né le 11 novembre 1970, est un pilote automobile de rallycross français, triple Champion de France division 1 sur Citroën Xsara WRC, en 2000, 2003 (bien qu'absent de trois des dix courses) et 2004 (vice-champion en 2002, 3e en 2001).
Fondant ensuite son entreprise de mécanique automobile, « Speed Auto » à Mayenne, il arrêta sa carrière de pilote quelques années plus tard.
Reprenant après une pause de presque quatre ans pour deux manches du Championnat de France en 2009 à Lohéac où il avait acquis sa première victoire en Division 1 en 1997, et chez lui à Mayenne. Il roula en Peugeot 207 WRC loué à Hervé Knapick qui sera peinte aux couleurs de son partenaire depuis le début de l'année 2000 : Aber Propreté. Il fit une  5e place en finale B à Lohéac après un dur weekend et une 3e place à Mayenne où il perd la deuxième place en prenant mal son tour lent.

## Victoires (11)
Championnat 2000:

- Essay course 1 (première victoire du modèle, pour sa première course dans la première manche du championnat);

Championnat 2002:

- Lunéville;

Championnat 2003:

- Lunéville, Lohéac et Essay course 2;

Championnat 2004:

- Faleyras, Essay course 1, Lunéville, Châteauroux et Mayenne;

Championnat 2005:

- Essay.